# Пикнон
Пикно́н, реже пикн (от др.-греч. πυκνός плотный, сгущённый, сжатый; лат. spissus) в античной теории музыки — структурная характеристика тетрахорда (от гипаты до месы), в котором совокупность двух меньших интервалов меньше, чем третий (оставшийся) интервал. 
Пикнон — важный критерий в систематике родов мелоса. В соответствии с ним интервальные роды энармоника и хроматика назывались пикнонными («сжатыми», «тесными»), диатоника — апикнонным («несжатым») родом. В энармонике два нижних интервала в сумме образуют лимму, верхний интервал — дитон. Отношение 81:64 больше отношения 256:243, таким образом, налицо пикнон. Два нижних интервала хроматического тетрахорда (в его наиболее распространённой форме) в сумме образуют целый тон 9:8, верхний интервал — полуторатон (в позднейшей терминологии полудитон) 32:27; таким образом, налицо пикнон. Апикнонными родами считались такие, в которых ни один из интервалов внутри тетрахорда не больше двух других, вместе взятых. Например, в диатоническом тетрахорде (в его наиболее распространённой «пифагорейской» форме) сумма двух нижних интервалов (лиммы и целого тона 9:8) образует полудитон 32:27, а верхний интервал — целый тон 9:8; отсюда диатоника — апикнонный род. 
Помимо упомянутого типа деления в диатонике и хроматике существовали и другие виды деления тетрахордов этих родов, например, в «Элементах гармоники» Аристоксена и в «Гармонике» Птолемея. Однако, каково бы ни было многообразие (по крайней мере, в теории) тетрахордовых структур, классификация родов мелоса по критерию пикнона неизменно сохранялась как специфическая теоретическая характеристика.